# 枇杷
枇杷（学名：Eriobotrya japonica），古名盧橘，又名金丸、蘆枝、小芒果、琵琶果，是薔薇科中的枇杷属的一种植物。枇杷原產中國東南部，因果子形狀似樂器琵琶而名。

## 形态特征
常綠小喬木；樹冠呈圓狀，樹幹頗短，一般樹高3至4米。葉厚，深綠色，背面有絨毛，邊緣成鋸齒狀。
枇杷與大部分果樹不同，在秋天或初冬開花，散冷香，果子在春天至初夏成熟，比其他水果都早，因此清·陈淏在著作《花镜》中稱枇杷是「果木中独备四时之气者」。枇杷的花為白色或淡黃色，有五塊花瓣，直徑約2厘米，以五至十朵成一束，可以作为蜜源作物。
成熟的枇杷果子亦成束掛在樹上，每個果子長3－5厘米，成圓形、椭圓、或長狀「琵琶形」。枇杷表面被有绒毛，未熟时青绿色，较硬实，芳香气味较浓。成熟后外皮一般為淡黃色，亦有顏色較深，接近橙紅色的。果肉軟而多汁，主要可分为白色及橙色兩種；稱「白沙」（白枇杷）及「紅沙」。當中白沙甜，果型较小；紅沙酸甜可口，果實若經培育相对较大。每個枇杷果子內有五個子房，當中一至五顆發育成棕色的種子，人工开发的无籽品种则无种子。

## 用途

### 園藝
枇杷樹形頗美，而且生長迅速，葉綠茂盛，在不少地方被栽種為園藝觀賞植物。

### 食用
成熟的枇杷味道甜美，營養頗豐，有各種果糖、葡萄糖、钾、磷、铁、钙以及维生素A、B、C等。當中胡蘿蔔素含量在各水果中為第三位。吃枇杷時要剝皮。除了鮮吃外，亦有以枇杷肉製成糖水罐頭，或以枇杷釀酒。枇杷不論是葉、果和核都含有苦杏仁苷。
枇杷花可以乾燥後泡水飲用。
中醫認為枇杷果實有润肺、止咳、止渴的功效。

### 医药
枇杷葉亦是中藥的一種，以大塊枇杷葉曬乾入藥（又稱作枇杷葉、盧橘葉、無憂扇），被中医药认为有清肺胃熱，降氣化痰的功用，常與其他藥材製成「川貝枇杷膏」。但枇杷與其他相關的植物一樣，種子及新葉帶有輕微毒性，生吃會釋放出微量氰化物，但因其味苦，一般不會吃足以致害的份量。　

## 生长环境
枇杷在年平均溫度攝氏15度以上的地方能正常結果，平均氣溫12度以上的地區能生長，而且抗寒能力甚強，成年樹可抵抗−18度的低溫，花能抵抗−4度的低溫，而且花期長，較少会受凍害。加上枇杷對土壤、陽光的要求亦不高，因此在中國淮河的各地方都有栽種。除了中國以外，日本、美國（夏威夷及加利福尼亞）、澳洲、印度、巴西、以色列、土耳其、西班牙等地都有栽種枇杷。其中日本種植枇杷歷史為江戶末期由中國南部傳入。

## 历史
枇杷的英語Loquat來自盧橘的粵語音譯。苏轼於詩作《惠州一絕》中亦曾提及枇杷：「羅浮山下四時春，盧橘楊梅次第新。日啖荔枝三百顆，不辭長作嶺南人」。

## 文化意义
在中亚热带和北亚热带地区的寺庙中常种植枇杷和垂柳，作为中国无忧花的替代树种，以表达佛教的无忧之意。

## 延伸阅读
[在维基数据编辑]
 《欽定古今圖書集成·博物彙編·草木典·枇杷部》，出自陈梦雷《古今圖書集成》
 《植物名實圖考·枇杷》，出自吳其濬《植物名實圖考》